# NGC 1016
NGC 1016 é uma galáxia elíptica (E) localizada na direcção da constelação de Cetus. Possui uma declinação de +02° 07' 09" e uma ascensão recta de 2 horas, 38 minutos e 19,6 segundos.
A galáxia NGC 1016 foi descoberta em 15 de Janeiro de 1865 por Albert Marth.